# Eugenijus Maldeikis
Eugenijus Maldeikis (ur. 27 sierpnia 1958 w Traszkunach) – litewski polityk, ekonomista, minister gospodarki w latach 1999 i 2000–2001, poseł na Sejm i do Parlamentu Europejskiego.

## Życiorys
W 1976 podjął studia na wydziale ekonomiki przemysłu Uniwersytetu Wileńskiego, a trzy lata później studia w zakresie ekonomii politycznej na wydziale ekonomicznym Moskiewskiego Uniwersytetu Państwowego, które ukończył w 1982. Pięć lat później na tej samej uczelni obronił doktorat. Odbył szereg staży i szkoleń zagranicznych.
Od 1988 był wykładowcą w Litewskiej Akademii Weterynaryjnej, a w latach 1990–1991 pracownikiem naukowym Instytutu Ekonomicznego Litewskiej Akademii Nauk. Od 1991 zajmował stanowisko szefa wydziału ds. strategii i reform gospodarczych w litewskim Ministerstwie Gospodarki, a od 1992 kierował Centrum Badań Ekonomicznych. W latach 1996–1999 stał na czele zarządu „Turto bankas”. Jest autorem prac i artykułów naukowych z dziedziny ekonomii.
W latach 1993–1997 był członkiem Litewskiej Partii Socjaldemokratycznej.
1 lipca 1999 objął stanowisko ministra gospodarki w rządzie Rolandasa Paksasa, które utrzymał do dymisji gabinetu w październiku tego samego roku. Po odejściu z pracy w rządzie, powrócił do sektora prywatnego jako prezes litewskiej filii Deloitte & Touche. Jednocześnie wraz z Rolandasem Paksasem znalazł się w szeregach Litewskiego Związku Liberałów, z ramienia którego w marcu 2000 został wybrany do Rady Miejskiej Wilna, a w październiku tego samego roku w wyborach parlamentarnych zdobył mandat posła na Sejm. Wkrótce potem ponownie objął kierownictwo resortu gospodarki, wchodząc w skład kolejnego rządu pod kierunkiem Rolandasa Paksasa.
Po dymisji rządu w 2001 przeszedł do tworzonej przez Paksasa Partii Liberalno-Demokratycznej. W latach 2002–2003 stał na czele frakcji sejmowej tego ugrupowania. W 2002 został ponownie wybrany na radnego Wilna.
W 2004 bez powodzenia kandydował do Parlamentu Europejskiego (w tymże roku od maja do lipca był europosłem V kadencji w ramach delegacji krajowej), po czym powrócił do pracy jako wykładowca akademicki m.in. na Uniwersytecie Michała Römera. Objął również kierownictwo holdingu medialnego „Balto media”.
W 2006, po śmierci europosła Rolandasa Pavilionisa, objął wakujący mandat w PE, przystępując do frakcji Unii na rzecz Europy Narodów. W 2009 był kandydatem Partii Demokracji Obywatelskiej w wyborach do Parlamentu Europejskiego.
Mąż ekonomistki i polityk Aušry Maldeikienė, ojciec polityka Matasa Maldeikisa.